# Leucocoprinus wynniae
Leucocoprinus wynniae är en svampart som först beskrevs av Berk. & Broome, och fick sitt nu gällande namn av Marcel Locquin 1951. Leucocoprinus wynniae ingår i släktet Leucocoprinus och familjen Agaricaceae.   Inga underarter finns listade i Catalogue of Life.